# Kungariket Holland
Kungariket Holland, nederländska: Koninkrijk Holland, franska: Royaume de Hollande), var en fransk lydstat som skapades av Napoleon I, och existerade åren 1806–-1810. Kung blev hans tredje bror, Louis Bonaparte. Staten låg där Republiken Förenade Nederländerna (från 1795: Bataviska republiken) hade legat, med undantag av Limburg och Zeeland söder om Westerschelde som hade avträtts till Frankrike 1795. 
Det medeltida grevskapet Holland delades i två departement  Amstelland och Maasland och det gamla namnet gavs till hela kungariket. 1807 erhöll man Ostfriesland och Jever från Preussen. 1808 flyttade Louis Napoleon huvudstaden från Haag till Amsterdam. Stadshuset blev kungligt palats (och är det fortfarande). De kungliga konstsamlingarna blev grunden till Rijksmuseum. Efter en brittisk invasion 1809 tvingades man ge upp alla territorier söder om floden Rhen till Frankrike.
Louis Bonaparte uppträdde för oberoende och Napoleon hotade med en invasion. Staten upplöstes 1810 och området var sedan annekterat av Frankrike fram till 1813.

### Fotnoter
1. ↑  ”World Statesmen”. http://www.worldstatesmen.org/Netherlands.htm. Läst 5 juli 2011.